# Teenage Dream (平家みちよのアルバム)
『Teenage Dream』（ティーンエイジ・ドリーム）は、平家みちよの1stアルバム。1998年3月25日発売。発売元はワーナーミュージック・ジャパン。

## 収録曲
（全編曲：はたけ）
1. Start! [4:26]
作詞：加藤紀子、作曲：はたけ
2. スキップ [4:59]
作詞：まこと、作曲：はたけ
3. オンナのエボリューション [4:37]
作詞：まこと、作曲：はたけ
4. プリペアー [4:29]
作詞：まこと、作曲：はたけ
  - 1stシングルカップリング。
5. ふりむかないで [3:45]
作詞：つんく、作曲：はたけ
6. GET [4:08]
作詞：つんく、作曲：はたけ
  - 1stシングル。
7. ひとりぐらし [4:17]
作詞：まこと、作曲：はたけ
8. 赤い月 [3:32]
作詞：愛絵理、作曲：はたけ
9. 卒業 〜TOP OF THE WORLD〜 [3:08]
作詞：ジョン・ベティス、日本語詞：まこと、作曲：リチャード・カーペンター　
  - 2ndシングル。
10. Teenage Dream (Instrumental) [1:07]
作曲：はたけ
11. Hey! Hey! Girls Soul [5:49]
作詞：とみたきょうこ、作曲：はたけ

## 参加ミュージシャン
- はたけ - ギター(1)、ギター,プログラミング(2,6,9)、ギター,バックグラウンドボーカル,プログラミング(3,4,5,8)、ギター,ハープ,プログラミング(7)、ピアノ(10)、ギター,バックグラウンドボーカル(11)
- 鮫島秀樹 - ベース(1～9,11)
- 樋口宗孝 - ドラム(1)
- 矢代恒彦 - オルガン(1)、ピアノ,オルガン(2,5),ピアノ(7,11)
- 加藤紀子 - バックグラウンドボーカル(1)、ハンドクラップ(11)
- 木村万作 - ドラム(2,5)
- そうる透 - ドラム(3,9)
- 田原音彦 - ピアノ(3,9)
- ROCKSTARS - バックグラウンドボーカル(3,5,8)、ハンドクラップ(11)
- 向山テツ - ドラム(4,6,7,11)
- 高橋諭一 - アコースティックギター(4,6,7)
- 河野伸 - ピアノ,オルガン(4,6,8)
- たいせー - タンバリン(4,6,9)
- つんく - ハーモニーボーカル(5)
- 田仲玲子 - バックグラウンドボーカル(6)
- 中幸一郎 - ドラム(8)
- 須藤豪 - オルガン(9)
- 濱田美和子・小口かな子 - バックグラウンドボーカル(9)
- スーパー!?テンションズ - バックグラウンドボーカル(11)